# Euproctis chlorogaster
Euproctis chlorogaster är en fjärilsart som beskrevs av Collenette 1938. Euproctis chlorogaster ingår i släktet Euproctis och familjen tofsspinnare. Inga underarter finns listade i Catalogue of Life.